# Mădulari
Mădulari é uma comuna romena localizada no distrito de Vâlcea, na região de Oltênia. A comuna possui uma área de 34.00 km² e sua população era de 1658 habitantes segundo o censo de 2007.